# Schatten im Paradies
Schatten im Paradies (Originaltitel: Varjoja paratiisissa) ist ein Film von Aki Kaurismäki aus dem Jahr 1986. Er ist der erste Teil von Kaurismäkis sogenannter proletarischer Trilogie, zu der außerdem Ariel und Das Mädchen aus der Streichholzfabrik zählen.

## Handlung
Helsinki, Mitte der 1980er Jahre. Nikander arbeitet bei der Müllabfuhr. Ilona ist Kassiererin in einem Supermarkt. Der Film erzählt ihre Geschichte von ihrer ersten Begegnung an der Kasse des Supermarktes, über einen öden Abend in einem Bingo-Saal und eine Nacht im Hotel in getrennten Einzelzimmern, über Ilonas Einziehen bei Nikander und ihr Wiederausziehen bei ihm bis zu dem Moment, als sie zu einer Kreuzfahrtreise nach Tallin aufbrechen. 
Nikander mag Frauen gegenüber schüchtern sein und sich Ilona gegenüber unsicher verhalten. Aber er ist sich seiner selbst sehr bewusst. Einmal, bei einem Abendessen, versucht Ilona, ihn aus der Reserve zu locken: „Was willst du eigentlich von mir?“ Darauf Nikander: „Ich will nichts, von niemandem. Ich bin Nikander. Früher Metzger, jetzt Müllmann. Zähne und Magen sind im Arsch, der Leber geht es auch nicht besser. Im Kopf steht’s auch nicht zum Besten. Frag nicht, was ich will.“ 
Ilona glaubt eine Weile, einen erfolgreicheren Mann als Nikander verdient zu haben, aber als ihre Freundin ihn schlechtmachen will, widerspricht Ilona ihr, und ihrem plötzlich sicheren Blick kann man ansehen, dass sie sich für Nikander entschieden hat.
Und dann ist da noch Melartin, Nikanders Arbeitskollege. Anfangs mag man den Eindruck haben, er habe einen schlechten Einfluss auf Nikander, wenn er ihn wieder und wieder fragt: „Trinken wir noch einen?“ Tatsächlich aber ist er so etwas wie ein guter Geist der Beziehung Nikanders zu Ilona. Ein paar Mal hilft er seinem Kollegen aus der Klemme mit Geld (das er aus der Spardose seines schlafenden Kindes „ausborgt“), mit einem sauberen Hemd und mit dringenden Worten, wenn Nikander sich mal wieder hängen lässt. 

## Filmmusik
Kaurismäki verwendet häufig Musik als Ersatz für den Dialog, da diese die gewünschte Stimmung auch ohne überflüssige Worte schaffe.
Als Beispiel die Szene, in der Ilona Nikander, wie es scheint, endgültig verlassen hat. Am nächsten Tag kann Melartin ihn zwar noch bewegen, zur Arbeit zu gehen, aber am Abend zieht es ihn, allein, wieder in die Stadt.  Als er das Haus verlässt, ist Elmore James mit dem Blues Strange kinda feeling, my baby don’t love me no more zu hören.

## Kritik
Der Filmdienst schrieb, der Film sei in „karger Ästhetik direkt inszeniert“ und „[s]ehenswert“. Es handle sich um ein „streckenweise anrührendes Melodram“ wie auch „eine packende Sozialreportage.“